# M34 (amas ouvert)
Pour les articles homonymes, voir M34.
L'objet numéro 34 du catalogue Messier est un amas ouvert (nommé M34 ou NGC 1039), situé dans la constellation de Persée. Il a été découvert par l'astronome italien Giovanni Battista Hodierna, la date réelle de cette découverte n'étant pas connue avec précision, la seule chose dont on soit certain étant qu'il l'a observé avant 1654, puisque l'amas figurait dans le catalogue qu'il a publié à cette date. L'amas a été observé le 25 aout 1764 par Charles Messier qui l'a ajouté à son catalogue comme M34.

## Description
M34 est situé approximativement à environ 499 pc (∼1 630 al) du système solaire, et les dernières estimations donnent un âge de 177 millions d'années. Il contient une centaine d'étoiles, la plus brillante ayant une magnitude apparente de +7,9.
Le diamètre apparent de l'amas est de 25 minutes d'arc, ce qui, compte tenu de la distance, donne un diamètre réel de 12 années-lumière environ.
Selon la classification des amas ouverts de Robert Trumpler, M34 renferme entre 50 et 100 étoiles (lettre m) dont la concentration est moyenne (II) et dont les magnitudes se répartissent sur un grand intervalle (le chiffre 3).